# Théorie du consommateur (microéconomie)
La théorie du consommateur est une théorie économique néoclassique ayant comme objectif de modéliser le comportement d'un agent économique en tant que consommateur de biens ou de services. En application des principes de l'utilitarisme à l'économie, et dans le cadre du courant marginaliste, elle a été notamment développée sur la base des travaux de Heinrich Gossen (1810-1858) et Carl Menger (1840-1921). Elle est sous-tendue par la théorie de la valeur-utilité, en opposition à la théorie classique de valeur-travail.

## Cadre conceptuel et hypothèses fondamentales
L'étude du comportement du consommateur se fait en deux étapes. Il faut tout d'abord décrire les préférences des individus, c'est-à-dire comment ils préfèrent tel bien plutôt que tel autre et comment il va construire sa fonction d'utilité.
Ensuite, le consommateur, ayant soit des ressources limitées, va rechercher la maximisation de l'utilité sous contrainte budgétaire, ou soit un objectif d'utilité à atteindre, va rechercher la minimisation de ses dépenses.
La combinaison des préférences et des contraintes de budget détermine les choix de consommation, et plus précisément quelle combinaison de biens les agents économiques choisiront afin de maximiser leur utilité ou minimiser ses dépenses.
La théorie néoclassique dépeint le consommateur selon les traits d'un homo economicus caractérisé, notamment, par sa rationalité.

### Utilité cardinale et ordinale
Au sein de l'école néoclassique, un problème central de la théorie du consommateur est la construction d'une fonction de demande qui puisse être le parallèle de la fonction d'offre issue de la théorie du producteur. Cette difficulté fut résolue en deux temps, d'abord en supposant une utilité cardinale, mesurable et comparable entre les biens, puis une utilité ordinale, légèrement moins contraignante.

#### Utilité cardinale
Les précurseurs de la révolution marginaliste (Walras, Jevons, Menger) concevaient l'utilité comme la sensation de plaisir associée à la consommation d'un bien. Ils défendirent l'idée d'une mesure cardinale de l'utilité en supposant que le consommateur était capable de donner une évaluation de l'utilité que lui apportait toute combinaison de biens. Cette faculté était l'exact miroir de la capacité supposée du producteur à prédire la production pour toute combinaison d'intrants donnée, et simplifiait considérablement l'analyse. Pour des raisons pédagogiques, elle fut également utilisée, avec quelques réserves, par Alfred Marshall.
Par exemple, si la consommation d'une quantité {\displaystyle q_{A}} d'un bien A donne une satisfaction de 100 et une quantité {\displaystyle q_{B}} d'un bien B donne une satisfaction de 10, {\displaystyle q_{A}} est équivalent à 10 fois {\displaystyle q_{B}}.

#### Utilité ordinale
L'exemple ci-dessus illustre le problème conceptuel de l'utilité cardinale : il n'existe pas d'échelle objective de la mesure de l'utilité. C'est pourquoi Vilfredo Pareto, successeur de Marshall proposa une formulation en termes d'utilité ordinale.
Dans le cadre de l'utilité ordinale, il est demandé au consommateur de pouvoir classer raisonnablement les biens ou paniers de biens en fonction de l'utilité apportée. Il lui suffit donc de savoir s'il préfère {\displaystyle q_{A}} à {\displaystyle q_{B}}, {\displaystyle q_{B}} à {\displaystyle q_{A}} ou s'il est indifférent entre les deux. En termes mathématiques, il suffit donc de pouvoir décrire un préordre complet sur l'espace des paniers de biens : la relation de préférence doit ainsi être complète (on peut comparer tout couple de paniers), réflexive (un panier est préféré à lui-même) et transitive (si le panier A est préféré au panier B et le panier B au panier C, alors A est préféré à C).
Les tenors de cette conception ordinale sont: Vilfredo Pareto, Eugen Slutsky puis repris par Paul Samuelson et John Hicks.

##### Préférences
On définit dans l'ensemble (au sens mathématique) des paniers de consommation, la relation de préférence. C'est-à-dire qu'un agent peut exprimer une préférence entre panier et autre de bien.
On suppose que cette relation est :
- complète (l'agent est toujours capable de comparer deux paniers de biens).
- transitive (si l'agent préfère A à B et B à C, alors il préfère A à C).
- de comparaison (si l'agent compare les biens A et B, alors il les considère équivalents).
- de dominance (si l'agent préfère plus A à B).
- de substituabilité (si l'agent a préféré A par rapport à B à cause de la quantité, par exemple, alors il est toujours possible de rendre ce dernier indifférent de A en compensant l'insuffisance de B par un surplus de quantité)

De plus, on supposera également qu'un consommateur préfère toujours consommer plus que moins. C'est-à-dire que si on prend un panier puis qu'on augmente la quantité d'un ou plusieurs biens, alors le nouveau panier sera préféré au panier initial (principe de non-satiété).
Cette hypothèse est contestable si on l'applique à des biens particuliers (une glace par exemple): on peut en effet penser que le consommateur va "saturer" au bout d'un moment et que la consommation de biens supplémentaires ne lui apporte plus de satisfaction supplémentaire. On va choisir de se placer dans un cadre de long terme (où la saturation est moins probable : l'agent risque moins de saturer s'il peut répartir sa consommation sur toute une année par exemple). Notons également au passage que la rareté est au cœur de l'analyse économique et que, par conséquent, on s'intéresse plutôt aux situations où les agents sont confrontés à cette rareté et ne peuvent s'offrir tout ce qu'ils désirent.
La Théorie de la préférence révélée propose de déduire les préférences du consommateur en observant ses choix.

##### Courbe d'indifférence
Une courbe d'indifférence relie les combinaisons de deux biens et services dont la consommation procure un niveau de satisfaction identique.
Les courbes d'indifférence ont trois propriétés : les courbes d'indifférence sont décroissantes (la hausse de consommation d'un bien se fait forcément au détriment de l'autre bien) ; les courbes d'indifférence ne se coupent pas ; le taux marginal de substitution est décroissant le long de la courbe d'indifférence.
En raison de la décroissance du taux marginal de substitution, les courbes d'indifférences sont convexes.

##### Taux marginal de substitution
En économie, le taux marginal de substitution (TMS) mesure la variation de la quantité consommée d'un bien Y qui est nécessaire, le long d'une courbe d'indifférence, pour compenser une variation infinitésimale de la quantité consommée d'un bien X. Le taux marginal de substitution calcule la façon dont on substitue à la marge un produit par un autre.
Si le taux marginal de substitution reste identique, les biens sont parfaitement substituables (exemple simplifié du pétrole et du gaz naturel). Si on veut un petit peu plus du produit y (en ordonnée), il faut renoncer à beaucoup de produit x (en abscisse).

##### Fonction d'utilité
La fonction d'utilité associe à chaque panier de consommation x un nombre u(x) tel que le panier y est préféré au panier z, si et seulement si : u(y)>u(z).
Il est très important de noter que le nombre u(x) n'a de signification psychologique que pour les adhérents au courant utilitariste. Ceux-ci acceptent en effet le fait que si u(x) est deux fois plus élevé que u(y), alors cela signifie que x fournit deux fois plus de satisfaction que y (ceci est appelé "Théorie cardinale de l'utilité"). Une telle conception a été matérialisée par l'économiste autrichien Carl Menger dans ce que l'on appelle la table de Menger. Cette façon de faire a suscité de nombreuses critiques, notamment de Vilfredo Pareto, partisan d'une "Théorie ordinale de l'utilité". En effet, V. Pareto oppose à l'idée de l'utilité cardinale la notion d'une utilité subjective, propre à chaque consommateur, appelée "ophélimité".
Dans la théorie néo-classique du consommateur, la fonction d'utilité ne sert qu'à classer les paniers de biens en fonction des préférences du consommateur. Le nombre u(x) n'a aucune signification particulière. Remarquons d'ailleurs qu'il existe une infinité de fonctions d'utilités différentes représentant la même relation de préférence. Si u est une fonction d'utilité représentant les préférences d'un agent i et g une fonction strictement croissante quelconque, alors la composée g(u) est également une fonction d'utilité représentant les préférences de l'agent i.
Il n'existe pas toujours de fonction d'utilité représentant les préférences. Par exemple, la relation de préférence lexicographique sur {\displaystyle \mathbb {R} ^{2}} n'admet pas de fonction d'utilité.
On doit à Gérard Debreu la démonstration en 1954 du théorème caractérisant les relations de préférence respectant les hypothèses de base pouvant être représentées par une fonction d'utilité. Essentiellement, il suffit que les préférences soient continues (c'est-à-dire que les préférences soient compatibles avec la convergence des suites de points, c'est-à-dire que les préférences ne varient pas lorsque l'on modifie à la marge un panier de biens).

#### Contrainte budgétaire
Appelée aussi droite de budget, n'est rien d'autre que le revenu dont dispose le consommateur lui permettant d'acheter des biens dont les prix sont inférieurs à son revenu. L'agent économique considère donc le budget comme une contrainte, ce qui place les produits dans une situation concurrentielle ; le consommateur n'a pas de marge de manœuvre, il lui est impossible de dépasser son budget.
L'équation de la droite budgétaire, pour la représenter graphiquement, se calcule selon l'égalité emplois-ressources: soit les biens x et y, p(x) et p(y) les prix respectifs de ces biens, on a: x.p(x)+ y.p(y) = R, avec R le revenu du consommateur.
On a alors: y= -(p(x)/p(y)).x+ R/p(y), avec -p(x)/p(y) le coefficient directeur de la droite, et R/p(y) l'ordonnée à l'origine.

#### Équilibre du consommateur
Le problème du consommateur est de maximiser son utilité sous contrainte budgétaire ou de minimiser ses dépenses sous une contrainte de niveau d'utilité.
Graphiquement, l'équilibre est nécessairement le point de tangence entre la courbe d'indifférence et la contrainte budgétaire (méthode de l'optimum). Ce point d'équilibre correspond également au point où le taux marginal de substitution est égal au coefficient directeur de la droite de budget (méthode du TMS).

## Fonctions de demande
La fonction de demande du consommateur est une relation entre le prix unitaire d'un bien et la quantité que ce consommateur est prêt à acheter pour le prix fixé.
Il va de soi que si le prix unitaire est faible, le consommateur aura tendance à acheter davantage (principe des promos: "quatre pour le prix de trois..."). D'un autre côté, si le prix est plus grand que prévu, le consommateur va limiter la quantité achetée.
La fonction (courbe) de demande, placée sur un graphe ayant les prix en ordonnée, et les quantités en abscisse, est donc décroissante.

### Élasticité de la demande par rapport au prix ou au revenu
L’élasticité de la demande est un concept économique qui permet de mesurer le degré de sensibilité de la demande aux variations de prix (« élasticité-prix ») ou des revenus (« élasticité-revenu »).

### Courbe de consommation revenu
La courbe de consommation revenu est la courbe qui relie tous les paniers optimaux lorsque le revenu varie (les prix des biens restant inchangés).

## Effets des variations de prix
En faisant l'hypothèse de l'existence d'un bien X et d'un bien Y pour le consommateur. On notera l'existence d'un "effet de substitution", en effet si le prix du bien X diminue mais que le revenu reste stable, alors le prix du bien Y devient plus cher de manière relative, et donc le consommateur aura tendance à consommer davantage de biens X.
Également à noter l'effet dit de "revenu", la baisse du prix du bien X et la stabilité du revenu entrainent une augmentation du pouvoir d'achat du consommateur qui le conduira à consommer plus de biens X et plus de biens Y en fonction de ses préférences.
Ces deux effets ont été mis en évidence par John Hicks et Slutsky-Samuelson

## Théorie hédoniste du consommateur
L'approche néoclassique de la microéconomie trouve ses fondements dans la philosophie "utilitariste" de Jeremy Bentham. Selon lui, les individus ne conçoivent leurs intérêts que sous le rapport du plaisir et la peine. Ils cherchent à « maximiser » leur plaisir, exprimé par le surplus de plaisir sur la peine. Il s’agit à chaque individu de procéder à un calcul hédoniste. Chaque action possède des effets négatifs et des effets positifs, et ce, pour un temps plus ou moins long avec divers degrés d’intensité ; il s’agit donc pour l’individu de réaliser celles qui lui apportent le plus de plaisir.
Il donnera le nom d'Utilitarisme à cette doctrine hédoniste dès 1781.

## Nouvelle approche de la théorie du consommateur
Cette nouvelle conception des choses voit le jour vers les années 1960 avec les travaux du Professeur Kelvin Lancaster et Gary Becker. Contrairement à la théorie néoclassique qui a pour soubassement la notion d'utilité, dont la portée pratique est limitée, Lancaster développe une théorie d'une perspective pratique dans la mesure où elle permet de comprendre les choix ou préférences de consommateurs. Cette nouvelle théorie se fonde sur la notion des caractéristiques des biens : chaque bien possède certains attributs et tout consommateur tire satisfaction de ces attributs. Le fameux exemple de J. Lécaillon et C. Pondaven illustre bien cette situation : ce n'est pas la voiture elle-même qui fournit une satisfaction à son possesseur, mais les services rendus par tel modèle de voiture sous forme de confort, prestige, vitesse, ...services appréciés subjectivement par le consommateur.
Selon le modèle proposé par Gary Becker, le consommateur apparaît comme le producteur de sa propre utilité. Il dégage une similarité entre le comportement d'un consommateur et celui d'un producteur.